# Tetrathiafulvalen
Tetrathiafulvalen (TTF) ist eine Organoschwefelverbindung und organischer Halbleiter mit der chemischen Formel (H2C2S2C)2. Die Substanz findet als Werkstoff in der Molekularelektronik Anwendung, beispielsweise zum Aufbau organischer Feldeffekttransistoren (OFETs). Zusammen mit Tetracyanochinodimethan bildet TTF elektrisch gut leitfähige Einkristalle.

## Geschichte
Das Salz [TTF+]Cl− wurde 1972 als Halbleiter beschrieben. Anschließend wurde gezeigt, dass das Ladungstransfer-Salz [TTF][TCNQ] ein Halbleiter mit schmaler Bandlücke ist. Röntgenbeugungsuntersuchungen von [TTF][TCNQ] zeigten Stapel von teilweise oxidierten TTF-Molekülen, die an anionische Stapel von TCNQ-Molekülen angrenzen. Dieses „segregierte Stapel“-Muster war unerwartet und ist für die charakteristischen elektrischen Eigenschaften, d. h. hohe und anisotrope elektrische Leitfähigkeit, verantwortlich. Seit diesen frühen Entdeckungen wurden zahlreiche Analoga von TTF hergestellt. Zu den gut untersuchten Analoga gehören Tetramethyltetrathiafulvalen (Me4TTF), Tetramethylselenafulvalene (TMTSFs) und Bis(ethylendithio)tetrathiafulvalen (BEDT-TTF, CAS 66946-48-3).